# Hinde van Keryneia

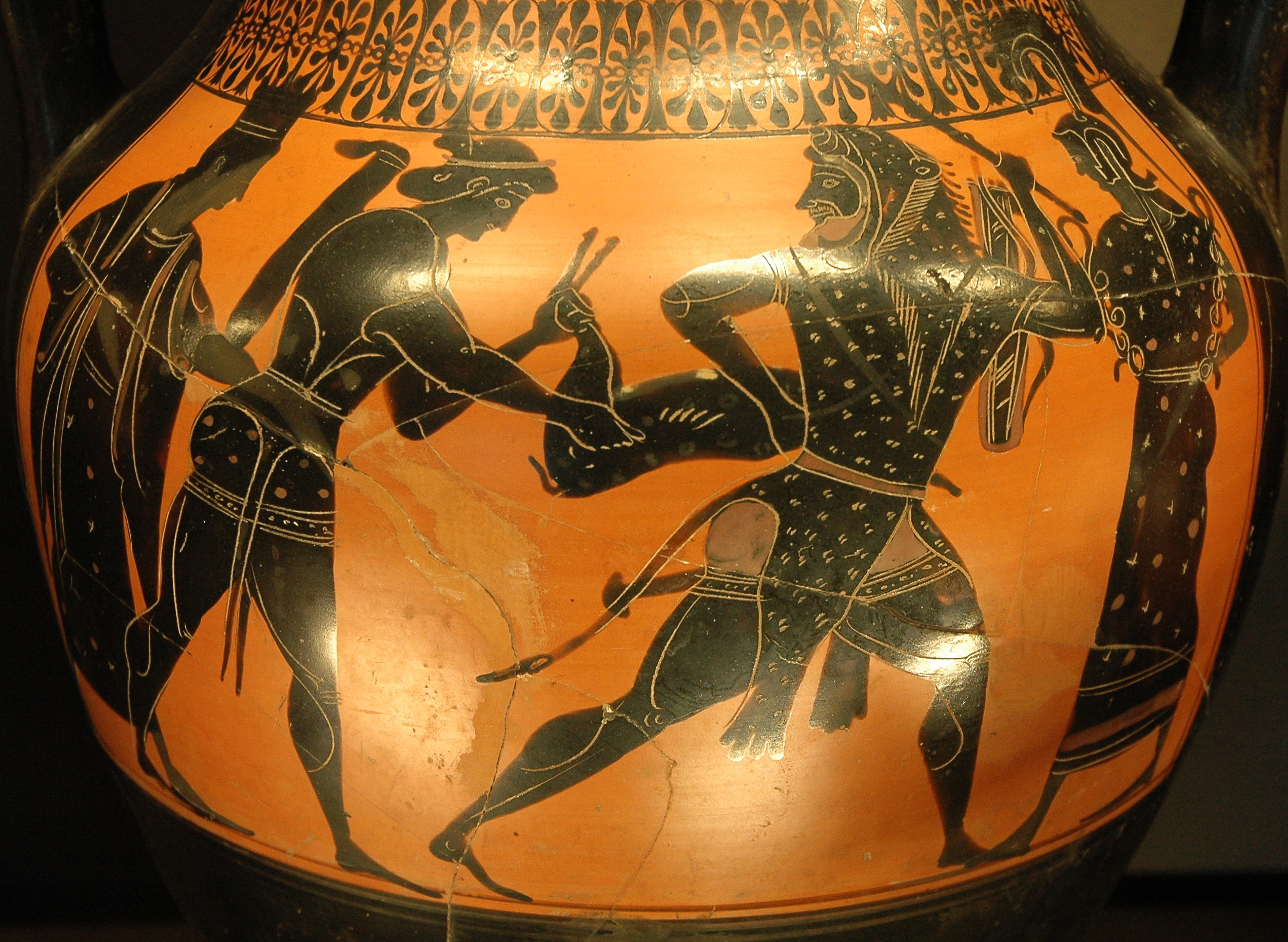
Heracles die de hinde vangt, detail van een antiek amfoor (ca. 530 BC–520 v.Chr.) uit het Louvre

De Hinde van Keryneia was een dier uit de Griekse mythologie. Het speelde een rol in de dodekathlos, de 12 onmenselijke zware werken van Herakles.
Het was een prachtige hinde met gouden hoorns en koperen hoeven. Zij was toegewijd aan de godin Artemis (Diana), godin van de jacht. De hinde was razendsnel zodat niemand haar kon vangen.
Na een zeer lange jachtpartij (die wel een jaar geduurd zou hebben) kon Herakles de hinde vangen. Volgens de Bibliothèkè van Pseudo-Apollodoros kreeg Herakles haar met een pijl te pakken toen ze een rivier wilde oversteken. Daarna vroeg hij toestemming aan Artemis (Diana) om het dier mee te mogen nemen. Hij beloofde wel dat hij de hinde direct zou terugbrengen. Eurystheus, de opdrachtgever, ziet met grote verbazing dat hij zijn opdracht heeft volbracht.